# Osvaldo Valenti
Osvaldo Valenti (17 de febrero de 1906 - 30 de abril de 1945) fue un actor cinematográfico italiano, alistado voluntariamente en 1944 en la unidad militar X Flottiglia MAS de la República Social Italiana, y fusilado por los partisanos al final de la Segunda Guerra Mundial.

## Biografía

### Inicios
Nacido en Estambul, Turquía, sus padres eran un comerciante de alfombras siciliano y una rica libanesa de origen griego. En 1915, con el estallido de la Primera Guerra Mundial, la familia se vio obligada a abandonar Turquía, yendo a Italia, primero a Bérgamo y después a Milán. Tras asistir a la escuela secundaria en San Galo, Suiza, y Wurzburgo, Alemania, a los diecinueve años se inscribió en la facultad de jurisprudencia de la Universidad Católica del Sagrado Corazón de Milán, aunque dos años más tarde abandonó los estudios y dejó Italia para ir a vivir a París y Berlín.
En Alemania hizo su primera actuación cinematográfica, un papel de reparto, en Ungarische Rhapsodie (1928), film dirigido por Hanns Schwarz. De vuelta a Italia a comienzos de los años 1930, trabajó para Mario Bonnard en Cinque a zero (1932) y para Amleto Palermi en La fortuna di Zanze (1933) y Creature della notte (1934).

### Encuentro con Blasetti. El éxito
Los papeles que recibía no eran todavía de importancia, y Valenti luchaba para consolidarse ante el público. Mediados los años treinta conoció al director Alessandro Blasetti, el cual fue determinante en su carrera artística. Blasetti le dio un papel de cierto relieve en Contessa di Parma (1937), rodando de nuevo con Blasetti en 1938, en esta ocasión encarnando al capitán Guy de la Motte en Ettore Fieramosca, actuación con la que se confirmó ante la crítica y el público. A finales de la década e inicios de la siguiente, el director romano se impuso, junto a Mario Camerini, como el principal cineasta italiano del momento, y Valenti se convirtió en uno de los actores más solicitados y mejor pagados. Gracias también a Blasetti, el actor consiguió otros tres éxitos: Un'avventura di Salvator Rosa (1939), film en el cual trabajó por vez primera con Luisa Ferida, La corona di ferro (1941) y La cena delle beffe (1941).
En esos años Valenti fue dirigido, además de por Blasetti, por Goffredo Alessandrini (La vedova, 1939), Carmine Gallone (Oltre l'amore, 1940, y L'amante segreta, 1941), Giovacchino Forzano (Piazza San Sepolcro, 1942), Mario Mattòli (Abbandono, 1940), Luigi Chiarini (La bella addormentata, 1942, y La locandiera, 1943), Camillo Mastrocinque (Fedora, 1942) y por otros destacados cineastas de la época, como Duilio Coletti y Piero Ballerini.

### Adhesión a Saló. Cinevillaggio
En el verano de 1943 el colapso del fascismo y los bombardeos aéreos sobre la capital interrumpieron la actividad cinematográfica. Con la formación de la República Social Italiana, Valenti, junto a su compañera sentimental y laboral Luisa Ferida, optó por trasladarse al norte, a Venecia, renunciando a un contrato para rodar dos películas en España a principios de 1944.
Los rodajes se reanudaron más tarde en Venecia, costituyéndose Cinevillaggio poco después del establecimiento de la RSI a instancias del ministro Ferdinando Mezzasoma. Allí, junto a Ferida, rodó Fatto di cronaca, film dirigido por Piero Ballerini (1944). Fue su último largometraje. La pareja después pasó unos días en Bolonia, ya que Ferida, que esperaba un niño, deseaba visitar a su madre. Mientras se encontraban en el hotel "Brues", Ferida tuvo un aborto espontáneo. Valenti fue presa de un gran dolor y, como escribió a un amigo, «No quiero volver a oír hablar de arte y cine, y no quiero ir a España, donde tengo un lucrativo contrato. Siento que es mi deber hacer algo positivo por este pedazo de tierra que nos queda»

### Alistamiento en la X Flottiglia MAS
En marzo de 1944 Mezzasomma contactó con Valenti a fin de ofrecerle el cargo de Comisario Nacional del espectáculo, lo cual el actor rechazó, alistándose en cambio en la X Flottiglia MAS dirigida por Junio Valerio Borghese. Fue trasladado a Milán con Ferida, recibiendo el empleo de teniente y destino en el Destacamento "Milano". En Milán fue oficial de enlace con la Kriegsmarine en Italia, consiguiendo el reconocimiento por ello.
También formó parte del Batallón "Vega" que, constituido en mayo de 1944, formaba parte del Servicio de Información de la Marina Nacional Republicana. A partir de mayo tomó parte en algunas operaciones secretas de contrabando hacia Suiza, con el fin de reponer las exhaustas arcas de su Unidad y de la república Social
, todo ello sin el conocimiento de los alemanes. La operación, llamada "Missione Manzini", tuvo lugar en Lanzo d'Intelvi, dirigiendo Valenti a una veintena de hombres, y siendo él escogido por su conocimiento de las lenguas alemana y francesa. En la operación aparecía Ferida, aunque su labor no era oficial.
En el verano de 1944 entró en contacto con Pietro Koch, jefe de una banda llamada "Squadra Speciale di Polizia Repubblicana", conocida por la tortura y asesinato de partisanos y opositores al régimen, además de por sus actividades delictivas (entre ellas el tráfico de cocaína). El actor fue a veces visto en Villa Triste durante los interrogatorios efectuados por Koch y su grupo. La Banda Koch fue desmantelada el 25 de septiembre de 1944 por una compañía de la Legione Autónoma Mobile Ettore Muti, gracias a la intervención directa de Mussolini, procediendo al arresto de sus miembros y trasladándolos a la Prisión San Vittore. Pietro Koch escapó momentáneamente al arresto, siendo detenido en el otoño de 1944.
El 28 de septiembre de 1944, tras una acción partisana que desarmó una compañía entera del Battaglione Vega en Porlezza, Valenti fue enviado para entablar conversaciones. Allí entró en contacto con el capitán Ugo Ricci comandante en la 52.ª Brigada Garibaldi "Luigi Clerici", con el cual acordó una tregua. La Décima se comprometió, a cambio de la devolución de las armas, a no molestar a los partisanos. Durante las negociaciones se llegó a proyectar el film Enrico IV, en el cual actuaba el mismo Valenti.

#### Proceso y muerte
El 20 de abril de 1945 Osvaldo Valenti se entregó voluntariamente a algunos miembros de la División partisana Pasubio, confiando en poder iniciar negociaciones. Le acompañaba Luisa Ferida. A partir de entonces fueron trasladados a diferentes prisiones secretas, hasta que se decidió su pena de muerte.
Fueron acusados de crímenes de guerra, y el 28 de abril se publicó la noticia del fusilamiento. En realidad, en esa fecha los dos actores seguían vivos, pues fueron procesados y condenados a muerte el 29, a pesar de la oposición de algunos partisanos del Comité de Liberación. Tras sustraerles las joyas y el dinero que llevaban, la sentencia se cumplió y Valenti y Ferida fueron fusilados. Era la noche del 29 al 30 de abril de 1945.
Aparte de los contactos con Pietro Koch, la presunta participación de Osvaldo Valenti en las torturas infligidas por la Banda Koch nunca fue totalmente aclarada. De hecho, Luisa Ferida fue reconocida como ajena a los delitos que se les imputaba en el juicio. En los años 1960 el Ministerio del Tesoro aceptó dar una pensión, con sus correspondientes atrasos, a Luisa Pansini, madre de Luisa Ferida. Tal pensión, concedida al considerar a Ferida muerta a causa de la guerra, no se habría dado si se la hubiera considerado responsable de crímenes de guerra.
Los dos actores fueron enterrados en el Campo X del Cementerio Maggiore de Milán, también conocido como Cimitero di Musocco.

## Filmografía
- Ungarische Rhapsodie, de Hans Schwarz  (1928)
- Cinque a zero, de Mario Bonnard (1932)
- La signorina dell'autobus, de Nunzio Malasomma (1933)
- Ragazzo, de Ivo Perilli (1933)
- La fortuna di Zanze, de Amleto Palermi (1933)
- Creature della notte, de Amleto Palermi (1934)
- Regina della Scala, de Guido Salvini y Camillo Mastrocinque (1936)
- La danza delle lancette, de Mario Baffico (1936)
- Contessa di Parma, de Alessandro Blasetti (1937)
- La signora di Montecarlo, de Mario Soldati (1938)
- Mia moglie si diverte, de Paul Verhoeven (1938)
- Mille lire al mese, de Max Neufeld (1938)
- Ettore Fieramosca, de Alessandro Blasetti (1938)
- Il fornaretto di Venezia, de Duilio Coletti (1939)
- La vedova, de Goffredo Alessandrini (1939)
- Uragano ai tropici, de Gino Talamo (1939)
- Trappola d'amore, de Raffaello Matarazzo (1939)
- Frenesia, de Mario Bonnard (1939)
- Un'avventura di Salvator Rosa, de Alessandro Blasetti (1939)
- Oltre l'amore, de Carmine Gallone (1940)
- Fanfulla da Lodi, de Carlo Duse y Giulio Antamoro (1940)
- Boccaccio, de Marcello Albani (1940)
- Una lampada alla finestra, de Gino Talamo (1940)
- Antonio Meucci, de Enrico Guazzoni (1940)
- Leggenda azzurra, de Giuseppe Guarino (1940)
- Abbandono, de Mario Mattoli (1940)
- Capitan Fracassa, de Duilio Coletti (1940)
- La zia smemorata, de Ladislao Vajda (1940)
- L'amante segreta, de Carmine Gallone (1941)
- La corona di ferro, de Alessandro Blasetti (1941)
- La cena delle beffe, de Alessandro Blasetti (1941)
- Idillio a Budapest, de Gabriele Varriale, Giorgio Ansoldi (1941)
- Il re d'Inghilterra non paga, de Giovacchino Forzano (1941)
- Giuliano de' Medici, de Ladislao Vajda (1941)
- La maschera di Cesare Borgia, de Duilio Coletti (1941)
- Primo amore, de Carmine Gallone (1941)
- Beatrice Cenci, de Guido Brignone (1941)
- Il vetturale del San Gottardo, de Ivo Illuminati (1941)
- Don Buonaparte, de Flavio Calzavara (1941)
- La sonnambula, de Piero Ballerini (1942)
- La bella addormentata, de Luigi Chiarini (1942)
- Fedora, de Camillo Mastrocinque (1942)
- Sancta Maria, de Edgard Neville (1942)
- Piazza San Sepolcro, de Giovacchino Forzano (1942)
- Orizzonte di sangue, de Gennaro Righelli (1942)
- Le due orfanelle, de Carmine Gallone (1942)
- Luisa Sanfelice, de Leo Menardi (1942)
- Gli ultimi filibustieri, de Marco Elter (1942)
- I cavalieri del deserto, de Gino Talamo y Osvaldo Valenti (1942)
- Harlem, de Carmine Gallone (1943)
- Enrico IV, de Giorgio Pastina (1943)
- L'invasore, de Nino Giannini (1943)
- La valle del diavolo, de Mario Mattoli (1943)
- La locandiera, de Luigi Chiarini (1944)
- Fatto di cronaca, de Piero Ballerini (1944)